# ایرنا فلیسنروا
ایرنا فلیسنروا (به چکی: Irena Fleissnerová) زادهٔ ۲۵ نوامبر ۱۹۵۸ شناگر اهل چکسلواکی است.